# Anastrophyllum paramicola
Anastrophyllum paramicola là một loài rêu trong họ Anastrophyllaceae. Loài này được R.M. Schust. mô tả khoa học đầu tiên năm 2002.